# Xenoproctis kivuana
Xenoproctis kivuana är en skalbaggsart som beskrevs av Patrice Bouchard 1995. Xenoproctis kivuana ingår i släktet Xenoproctis och familjen Rutelidae. Inga underarter finns listade i Catalogue of Life.